# Sarnavșciîna, Konotop
Sarnavșciîna (în ucraineană Сарнавщина) este un sat în comuna Vîrivka din raionul Konotop, regiunea Sumî, Ucraina.

## Demografie
Componența lingvistică a localității Sarnavșciîna
     Ucraineană (95,95%)
     Rusă (3,64%)
     Alte limbi (0,4%)
Conform recensământului din 2001, majoritatea populației localității Sarnavșciîna era vorbitoare de ucraineană (95,95%), existând în minoritate și vorbitori de rusă (3,64%).